# Pranked
Pranked (en Latinoamérica Pranked y en España Pira2) es una serie de comedia de televisión estadounidense en la MTV. La serie se estrenó el 27 de agosto de 2009 y es organizado por Amir Blumenfeld y Streeter Seidell de CollegeHumor.com.

## Argumento
La serie es una comedia de media hora de duración que proporciona imágenes y comentario de las bromas que se han filmado y enviado en internet.

## Elenco
- Amir Blumenfeld: Blumenfeld es el escritor sénior de CollegeHumor.com. También protagoniza la serie web «Jake and Amir» y «Hardly Working».[4]
- Streeter Seidell: Seidell es el editor ejecutivo del CollegeHumor.com y también para la serie Streeter Theeter.[5]

## Episodios
| Temporadas | Temporadas | Episodios | Fecha original de emisión | Última emisión          |
| ---------- | ---------- | --------- | ------------------------- | ----------------------- |
|            | 1          | 8         | 27 de agosto de 2009      | 15 de agosto de 2009    |
|            | 2          | 12        | 27 de mayo de 2010        | 15 de julio de 2010     |
|            | 3          | 8         | 4 de noviembre de 2010    | 23 de diciembre de 2010 |
|            | 4          | 10        | 21 de febrero de 2012     | 7 de marzo de 2012      |
|            | 5          | 16        | 29 de octubre de 2012     | 28 de noviembre de 2012 |

### Primera Temporada (2009)
| Episodio # | Título      | Fecha de emisión         |   |
| ---------- | ----------- | ------------------------ | - |
| 1          | «Episode 1» | 27 de agosto de 2009     | ʁ |
| 2          | «Episode 2» | 3 de septiembre de 2009  | ʁ |
| 3          | «Episode 3» | 10 de septiembre de 2009 | ʁ |
| 4          | «Episode 4» | 17 de septiembre de 2009 | ʁ |
| 5          | «Episode 5» | 24 de septiembre de 2009 | ʁ |
| 6          | «Episode 6» | 1 de octubre de 2009     | ʁ |
| 7          | «Episode 7» | 8 de octubre de 2009     | ʁ |
| 8          | «Episode 8» | 15 de octubre de 2009    | ʁ |

### Segunda Temporada (2010)
| Episodio # | Título             | Fecha de emisión    |   |
| ---------- | ------------------ | ------------------- | - |
| 9          | «Episode 1»        | 27 de mayo de 2010  | ʁ |
| 10         | «Episode 6»        | 27 de mayo de 2010  | ʁ |
| 11         | «Episode 7»        | 3 de junio de 2010  | ʁ |
| 12         | «Episode 8»        | 3 de junio de 2010  | ʁ |
| 13         | «Episode 9»        | 10 de junio de 2010 | ʁ |
| 14         | «Episode 10»       | 10 de junio de 2010 | ʁ |
| 15         | «Episode 11»       | 17 de junio de 2010 | ʁ |
| 16         | «Episode 4»        | 24 de junio de 2010 | ʁ |
| 17         | «Episode 5»        | 24 de junio de 2010 | ʁ |
| 18         | «Episode 2»        | 1 de julio de 2010  | ʁ |
| 19         | «Episode 3»        | 8 de julio de 2010  | ʁ |
| 20         | «Best of Season 2» | 15 de julio de 2010 | ʁ |

### Tercera Temporada (2010)
| Episodio # | Título              | Fecha de emisión        |   |
| ---------- | ------------------- | ----------------------- | - |
| 21         | «Mansion»           | 4 de noviembre de 2010  | ʁ |
| 22         | «Roller Rink»       | 11 de noviembre de 2010 | ʁ |
| 23         | «Strip Club»        | 18 de noviembre de 2010 | ʁ |
| 24         | «Pet Store»         | 2 de diciembre de 2010  | ʁ |
| 25         | «Barber Shop»       | 9 de diciembre de 2010  | ʁ |
| 26         | «A Pranked Holiday» | 21 de diciembre de 2010 | ʁ |
| 27         | «Recording Studio»  | 23 de diciembre de 2010 | ʁ |
| 28         | «Health Club»       | 23 de diciembre de 2010 | ʁ |

### Cuarta Temporada (2012)
| Episodio # | Título                | Fecha de emisión      |   |
| ---------- | --------------------- | --------------------- | - |
| 29         | «Magic Shop»          | 21 de febrero de 2012 | ʁ |
| 30         | «Adventure Land»      | 22 de febrero de 2012 | ʁ |
| 31         | «Tanning Salon»       | 24 de febrero de 2012 | ʁ |
| 32         | «Comedy Club»         | 27 de febrero de 2012 | ʁ |
| 33         | «Sneaker Store»       | 28 de febrero de 2012 | ʁ |
| 34         | «Yoga Studio»         | 29 de febrero de 2012 | ʁ |
| 35         | «Italian Restaurant»  | 1 de marzo de 2012    | ʁ |
| 36         | «Minigolf Course»     | 5 de marzo de 2012    | ʁ |
| 37         | «Martial Arts Studio» | 6 de marzo de 2012    | ʁ |
| 38         | «Thrift Store»        | 7 de marzo de 2012    | ʁ |

### Quinta Temporada (2012)
| Episodio # | Título                  | Fecha de emisión        |   |
| ---------- | ----------------------- | ----------------------- | - |
| 39         | «The Bowling Alley»     | 29 de octubre de 2012   | ʁ |
| 40         | «The Sculpture Garden»  | 30 de octubre de 2012   | ʁ |
| 41         | «The Baseball Diamond»  | 31 de octubre de 2012   | ʁ |
| 42         | «Trout Lake»            | 1 de noviembre de 2012  | ʁ |
| 43         | «The Bakery»            | 6 de noviembre de 2012  | ʁ |
| 44         | «Episode 6»             | 7 de noviembre de 2012  | ʁ |
| 45         | «The Greenhouse Garden» | 8 de noviembre de 2012  | ʁ |
| 46         | «The Cowboy Bar»        | 13 de noviembre de 2012 | ʁ |
| 47         | «The Alley»             | 14 de noviembre de 2012 | ʁ |
| 48         | «The Tree House»        | 15 de noviembre de 2012 | ʁ |
| 49         | «Episode 11»            | 16 de noviembre de 2012 | ʁ |
| 50         | «The Bookstore»         | 26 de noviembre de 2012 | ʁ |
| 51         | «The Trampoline Park»   | 28 de noviembre de 2012 | ʁ |
| 52         | «The Green Screen»      | 28 de noviembre de 2012 | ʁ |
| 53         | «The Playground»        | 29 de noviembre de 2012 | ʁ |
| 54         | «The Horse Stables»     | 30 de noviembre de 2012 | ʁ |